# 7-Hydroxynaphthalin-1,3,6-trisulfonsäure
7-Hydroxynaphthalin-1,3,6-trisulfonsäure ist eine chemische Verbindung aus der Gruppe der Naphthalinsulfonsäuren, die als industrielles Zwischenprodukt zur Synthese von Azofarbstoffen eingesetzt wird.

## Herstellung
7-Hydroxynaphthalin-1,3,6-disulfonsäure (2) wird aus 2-Hydroxynaphthalin (1) hergestellt, indem zunächst mit 100 %iger Schwefelsäure (Monohydrat) und anschließend mit 65 %igem Oleum sulfoniert wird.

## Eigenschaften
Durch Umsetzung mit Natriumhydroxid oder Kaliumhydroxid erhält man zunächst ein Gemisch verschiedener Dihydroxynaphthalindisulfonsäuren und als Endprodukt 4,6,7-Trihydroxy-2-sulfonsäure. Mit Diazoniumverbindungen kuppelt die 7-Hydroxynaphthalin-1,3,6-trisulfonsäure in der 8-Position.

## Verwendung
Die Verbindung wird als Kupplungskomponente bei der Herstellung von verschiedenen Azofarbstoffen eingesetzt.
| Azofarbstoffe mit 7-Hydroxynaphthalin-1,3,6-disulfonsäure als Kupplungskomponente | Azofarbstoffe mit 7-Hydroxynaphthalin-1,3,6-disulfonsäure als Kupplungskomponente |
| --------------------------------------------------------------------------------- | --------------------------------------------------------------------------------- |
|                                                                                   |                                                                                   |
| C.I. Acid Red 41                                                                  | C.I. Solvent Red 31                                                               |